# PIK-15 Hinu
PIK-15 Hinu – fiński lekki samolot turystyczny przeznaczony do holowania szybowców.

## Historia
Maszyna powstała w lotniczym klubie studentów Politechniki w Helsinkach noszącym nazwę fiń. Polyteknikkojen Ilmailukerho (PIK). Prace projektowe rozpoczęto w 1960 r., prototyp oblatano 29 sierpnia 1964 r. Samolot wykazał się dobrymi właściwościami lotnymi, z szybowcem jednoosobowym ma wznoszenie rzędu 3,5-4,4 m/s a z dwuosobowym 2,5-3,5 m/s. Pozwala to na wykonanie ok. 15 lotów w ciągu godziny z holem na wysokości 500 m. W założeniach miał być to prosty samolot możliwy do zbudowania samodzielnie w aeroklubach. Jego kokonstrukcję oparto na łatwo dostępnym drewnie sosnowym i sklejce brzozowej. Plany maszyny zostały upublicznione i jej budowę rozpoczęto w fińskich aeroklubach. Do 1970 r. uruchomiono budowę ok. 15 egzemplarzy tej maszyny. W 2008 r. w Finlandii latało siedem samolotów tego typu.

## Konstrukcja
Lekki dwumiejscowy samolot turystyczny w układzie dolnopłatu. Kadłub o konstrukcji półskorupowej, kabina pilotów z miejscami obok siebie, osłonięta osłoną kabiny z pleksi. Usterzenie wolnonośne, krzyżowe. Skrzydło niedzielone o prostokątnym obrysie, jednodźwigarowe. Kryte sklejką. Wyposażone w lotki kryte płótnem i metalowe klapy dające się zastosować jako hamulce aerodynamiczne. Podwozie stałe, trójpunktowe, ze sterowanym kółkiem ogonowym. Silnik płaski, czterocylindrowy Lyncoming 0320-A2B napędzający dwułopatowe śmigło o stałym skoku. Zbiornik paliwa umiejscowiony za silnikiem a przed kabiną pilotów. 